# 泰特林章克申 (阿拉斯加州)
泰特林章克申（英語：Tetlin Junction）是位於美國阿拉斯加州東南費爾班克斯人口普查區的一個非建制地區。該地的面積和人口皆未知。

## 地理
泰特林章克申的座標為63°18′44″N 142°36′06″W / 63.31222°N 142.60167°W，而該地的平均海拔高度為532米（即1745英尺）。